# Aruba aux Jeux olympiques d'été de 2000
Aruba participe aux Jeux olympiques d'été de 2000 à Sydney. Sa délégation est composée de 5 athlètes répartis dans 3 sports et son porte-drapeau est Richard Rodriguez (en). Au terme des Olympiades, la nation n'est pas à proprement classée puisqu'elle ne remporte aucune médaille. 

## Nombre d'athlètes qualifiés par sport
Voici la liste des qualifiés et sélectionnés Arubéen par sport (remplaçants compris) :
| Sport      | Hommes | Femmes | Total |
| ---------- | ------ | ------ | ----- |
| Athlétisme | 1      | 1      | 2     |

## Liste des médaillés
Aucun athlète arubéen ne remporte de médaille durant ces Jeux olympiques.

## Athlétisme

### Hommes
| Athlète           | Épreuve  | Séries      | Séries      | Quarts de finale | Quarts de finale | Demi-finales | Demi-finales | Finale | Finale |
| Athlète           | Épreuve  | Temps       | Rang        | Temps            | Rang             | Temps        | Rang         | Temps  | Rang   |
| ----------------- | -------- | ----------- | ----------- | ---------------- | ---------------- | ------------ | ------------ | ------ | ------ |
| Richard Rodriguez | Marathon | Non disputé | Non disputé | Non disputé      | Non disputé      | Non disputé  | Non disputé  | DNF    | /      |

### Femmes
| Athlète             | Épreuve | Séries  | Séries | Quarts de finale | Quarts de finale | Demi-finales | Demi-finales | Finale  | Finale  |
| Athlète             | Épreuve | Temps   | Rang   | Temps            | Rang             | Temps        | Rang         | Temps   | Rang    |
| ------------------- | ------- | ------- | ------ | ---------------- | ---------------- | ------------ | ------------ | ------- | ------- |
| Luiz Marina Geerman | 100 m   | 12 s 96 | 8e     | Eliminé          | Eliminé          | Eliminé      | Eliminé      | Eliminé | Eliminé |